# Independentismo

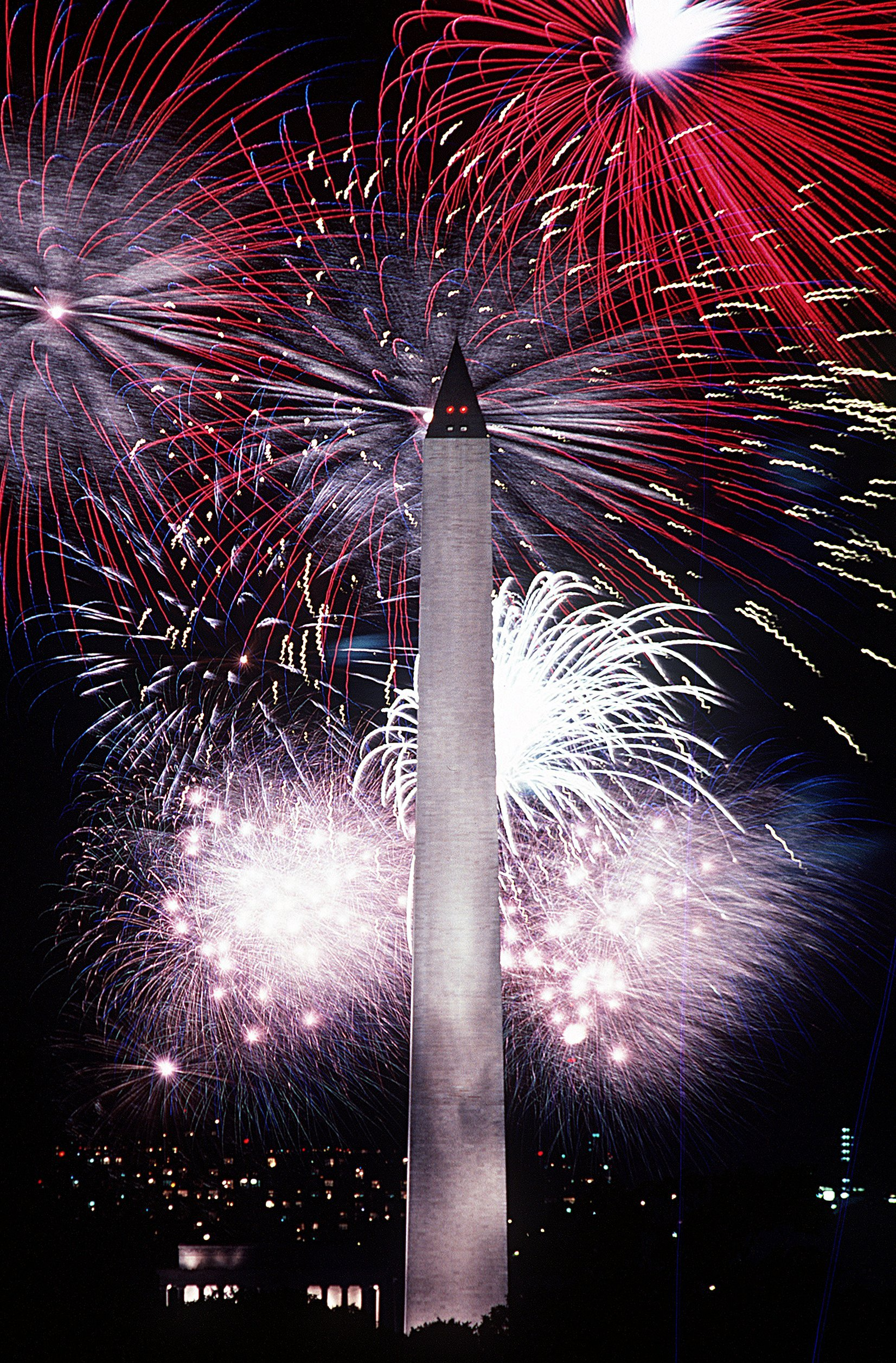
Día de la Independencia en Estados Unidos (4 de julio).

El independentismo, separatismo o secesionismo es una ideología y un movimiento político que propugna la separación de un territorio respecto del estado al que pertenece para alcanzar su independencia o integrarse en otro país.
El independentismo suele plantear sus tesis sobre el principio de que el territorio que se quiere independizar es una nación, aludiendo básicamente a su historia, cultura, lengua propia, y sobre la afirmación de que dicha nación no alcanzará su máxima plenitud cultural, social o económica mientras continúe formando parte del estado del que se quiere independizar.[cita requerida]

## Argumentos y características del independentismo

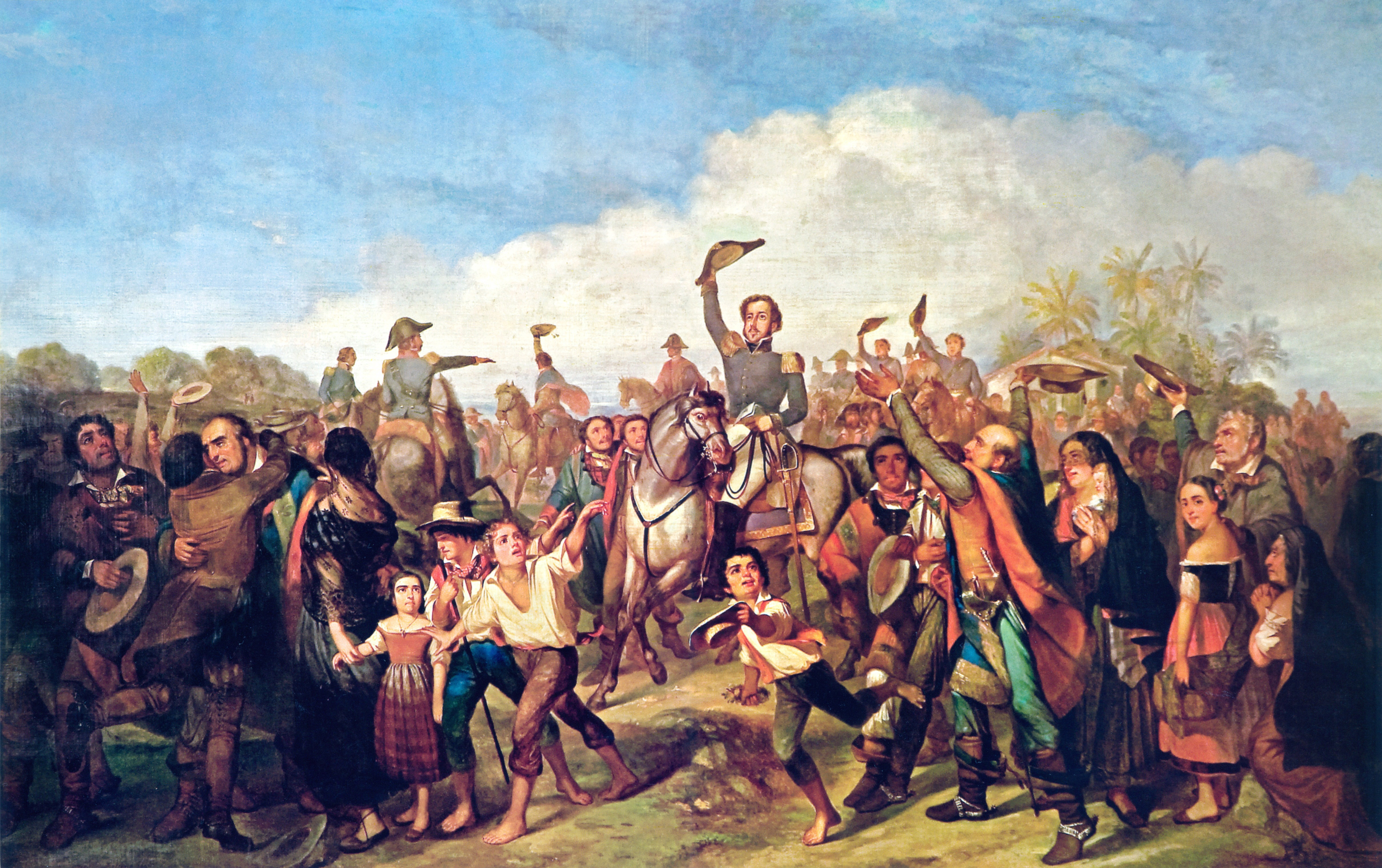
Pedro I de Brasil (Conocido como El Rey Soldado) fue un emperador de Portugal hasta que proclamó la independencia de Brasil en 1822 y se convirtió en su primer emperador. Pintura de François-René Moreau.

Se pueden distinguir distintos tipos de argumentos utilizados para justificar el independentismo, así como distintos métodos empleados para lograr sus objetivos.

### El idioma
En lo que se refiere a los argumentos, el idioma de la nación suele ser un elemento clave, puesto que se trata de una característica propia y diferenciadora del estado del cual se quiere independizar. Este es el caso del independentismo puertorriqueño, catalán, vasco, gallego, quebequés, entre otros, y en menor medida del caso irlandés, donde el idioma tiene una menor implantación en la sociedad y no se cita generalmente como elemento importante para la justificación de la independencia.
En opinión de determinados independentistas, el idioma constituye una prueba de las diferencias (sean éstas históricas, culturales o de otra índole) que existen entre la nación que desea independizarse y el estado en el cual se circunscribe y con el cual no comparte dicho idioma. 
Además, para algunos independentismos, el desarrollo y mantenimiento de un idioma requiere la independencia de la nación, sin la cual dicho idioma estaría destinado a desaparecer a corto o largo plazo.

### Los aspectos económicos
En la mayoría de los casos, el independentismo suele tener un importante componente económico. La independencia se justifica considerando que la administración económica será más favorable a la nación cuando ésta sea independiente.
Este es el caso irlandés, donde los atentados y la actividad armada eran justificadas por la discriminación económica que sufrían los católicos en relación con los protestantes. A pesar de que esta discriminación existía, otros autores consideran que ha sido exagerada.
En otros casos se argumenta que, de acuerdo con una interpretación del principio de subsidiariedad, una estructura social de orden superior (en este caso el estado del que se quiere independizar) no debe interferir en la vida interna de un grupo social de orden inferior (en este caso, el territorio a independizarse), privándole de su autonomía y, en consecuencia, del pleno ejercicio de sus competencias. Argumentan ciertos independentistas que la organización del estado debe realizarse por aquellos administradores que se encuentren menos distanciados de los ciudadanos administrados, justificando esto la independencia.
Por otra parte, los recursos naturales son un factor económico importante en el independentismo. Tal es el caso del petróleo de Sudán del Sur, el cual constituía el 85% del total de Sudán antes de la independencia del sur en 2011.

### La religión
Las diferencias religiosas entre diversas zonas de un país pueden motivar el surgimiento de un nacionalismo, especialmente si una de las religiones existentes en el país tiene privilegios.
Uno de los casos más destacados fue la Revolución belga de 1830, en que las regiones católica del sur de los Países Bajos se separaron del gobierno dominado por el protestantismo. La revolución dio origen a Bélgica, como un estado católico. Sin embargo, el conflicto religioso más sangriento de Europa fueron las guerras yugoslavas, en donde los pueblos bosnio, croata y serbio, étnicamente procedentes de la misma raíz y que hablan el mismo idioma, se diferenciaban entre ellos por sus creencias religiosas (musulmanes los primeros, católicos los segundos y cristianos ortodoxos los terceros). La guerra posteriormente se extendió a Kosovo, en donde al componente religioso se unió también el étnico.
Un caso más reciente es el surgimiento de Sudán del Sur. El anuncio del entonces presidente sudanés Yaffar al-Numeiry, en el año 1983, del establecimiento de un estado islámico y la aplicación de la sharia en todo el país, provocó el levantamiento de la población del sur del país, mayormente animista y cristiana, teniendo como consecuencia el estallido de la segunda guerra civil sudanesa. Tras años de enfrentamiento, el conflicto terminó oficialmente con la firma de un acuerdo de paz en enero de 2005 entre el gobierno de Sudán y el Ejército de Liberación del Pueblo de Sudán (ELPS).En el establecimiento del acuerdo pudo influir la retirada de ciertas sanciones por parte de Estados Unidos al gobierno de Sudán. El acuerdo restableció el gobierno autónomo sursudanés hasta por seis años, tras lo cual se realizaría un referendo sobre una posible secesión. Este referendo se realizó en enero de 2011 que otorgó una abrumadora mayoría de un 98,83% a la opción independentista. Tras esos resultados, el gobierno sudanés de Omar al-Bashir aceptó la división del país, la que se llevó a cabo el 9 de julio de 2011 cuando se proclamó oficialmente la República de Sudán del Sur.

### Lucha armada o lucha pacífica
En ocasiones, ciertas facciones del independentismo se relacionan e incluso apoyan a organizaciones que pretenden obtener la independencia mediante acciones violentas que a veces se generalizan como constitutivas del independentista (pero no se puede generalizar aseverando que todos estos movimientos utilizan la violencia o la fuerza para adelantar sus objetivos). Pueden consistir en violencia contra los bienes del estado o contra sus ciudadanos, como en el caso de la mayoría de los atentados de Terra Lliure o la violencia callejera y pueden llegar incluso a atentar contra la vida de las personas (sean éstas civiles, militares u otras), como por ejemplo en el caso de ETA, el IRA, el FLNC corso, el EVIS en Sicilia (en los años 40) o el Sahara Occidental (aunque el frente Polisario mantiene una tregua prolongada).
Estas organizaciones suelen justificar sus acciones mediante el rechazo de la autoridad del estado del cual quieren independizarse o como respuesta a lo que ellas consideran la opresión (política, militar, etc.) del pueblo al que consideran defender.
En cualquier caso, el independentismo suele rechazar mayoritariamente el uso de la violencia para la consecución de sus objetivos, como es el caso actual del independentismo en Quebec; el Tíbet o en Irlanda, como bien muestra el hecho de que el Sinn Féin se haya convertido en la fuerza católica más votada en Irlanda del Norte tras el abandono de las armas por parte del IRA. Similar es el caso de la izquierda abertzale en el País Vasco, que desde principios de 2011 rechazó "abiertamente" la violencia ejercida por ETA.

## Derecho a la independencia
Aunque se suele confundir el derecho de autodeterminación como un aval para la independencia de un territorio, en el derecho internacional el ejercicio del derecho de autodeterminación para separarse unilateralmente del país solo está reconocido en los casos de dominación colonial o en los casos de pueblos sometidos “al yugo, la dominación o la ocupación extranjeras”, tal como recoge la sentencia de la Corte Suprema de Canadá sobre la secesión de Quebec.

### Los estados frente al independentismo

Los estados africanos frente a los países colonizadores. La mayoría de ellos se independizaron en 1960.

La actuación de los estados con relación al independentismo también ha sido variada. Existen estados como China, que ha atacado violentamente cualquier tipo de independentismo (no violento) en el Tíbet.
Es también el caso de Irlanda del Norte, donde las actuaciones violentas y en ocasiones indiscriminadas de la policía del Ulster y el Ejército británico en los años 70 y 80, respectivamente, impulsaron en gran medida el apoyo y crecimiento del IRA. Se acusó asimismo a la policía norirlandesa de haber ayudado a los paramilitares protestantes en su lucha contra el IRA durante la década de los 90. Fue igualmente el caso de España en los años 80 con la formación de los GAL, grupo armado que tenía como principal objetivo eliminar a miembros de ETA en el sur de Francia, trasladando así el conflicto con el fin de involucrar al estado francés en la lucha contra ETA.
En cambio, existen estados que utilizan la ley para impedir el apoyo político o mediático a los partidos políticos u organizaciones que apoyan el uso de la violencia con fines independentistas. Este es el caso de España en la actualidad, puesto que a través de la Ley de Partidos se creó la base legal que permitió la ilegalización de partidos políticos y organizaciones por su apoyo al terrorismo y a las organizaciones terroristas, o por sospechas de lo mismo. Es también el caso del Reino Unido dónde Margaret Thatcher prohibió en 1988 que se pudiera escuchar la voz de los dirigentes del Sinn Féin cuándo fueran entrevistados en la televisión británica (aunque esta fórmula no surtió ningún efecto puesto que los medios británicos pronto introdujeron las voces de otros periodistas que repetían las palabras de los dirigentes irlandeses sin incurrir por ello en ningún delito).
En Francia se pueden ilegalizar los partidos que 'fomenten la discriminación y propaguen el odio y la violencia raciales'. Esto se ha usado contra partidos o organizaciones independentistas como Enbata y otros.

### El caso de Quebec (Canadá)
En la provincia canadiense de Quebec, se han realizado dos referéndums sobre su independencia (en 1980 y en 1995), en los que la población de la provincia mayoritariamente se pronunció en contra (en el segundo referéndum por escaso margen). El texto de la pregunta del referéndum de 1995 fue el siguiente:

¿Está usted de acuerdo con que Québec llegue a ser soberano después de haber hecho una oferta formal a Canadá para una nueva asociación económica y política en el ámbito de aplicación del proyecto de ley sobre el futuro de Quebec y del acuerdo firmado el 12 de junio, 1995?

El gobierno de Canadá consideró ambigua esa pregunta, y para clarificar las condiciones de un posible tercer referéndum, realizó tres preguntas a la Corte Suprema de Canadá (que hace el papel de tribunal constitucional en el país), que de forma resumida eran:
1. ¿Permite la Constitución canadiense la secesión unilateral de Quebec?
2. ¿Protege el Derecho internacional una secesión unilateral de Quebec?
3. Si las respuestas a las dos preguntas anteriores fueran contradictorias ¿qué Derecho debería aplicarse preferentemente?

El 20 de agosto de 1998, la Corte Suprema concluyó, de manera resumida, que:
1. Ni la Constitución ni el derecho internacional conceden a Quebec el derecho a una secesión unilateral. Sin embargo, el Gobierno de Canadá tendría que entrar en negociaciones con el gobierno de Quebec, si los quebequenses así lo decidieran por una clara mayoría y respetando los derechos del resto de los canadienses.
2. No es aplicable el derecho de autodeterminación a los habitantes de Quebec, ya que ese derecho solo es aplicable a antiguas colonias, a los pueblos oprimidos por una ocupación militar o a un determinado grupo a quien se le impide el acceso al autogobierno para conseguir su desarrollo económico, social y cultural.
3. El Parlamento de Canadá tendría la facultad de determinar si la pregunta del referéndum sería lo suficientemente clara para provocar las negociaciones.
4. La Constitución de Canadá permanecería en vigor hasta que los términos de la secesión fueron acordados por todas las partes involucradas, y estos términos deberán respetar los principios de la democracia, los derechos de las minorías y los individuos, como se indica en la constitución canadiense.

Tanto el gobierno provincial de Quebec como el gobierno de Canadá declararon públicamente que estaban muy satisfechos con el dictamen de la Corte Suprema de Justicia.
A partir del dictamen de la Corte Suprema de Canadá, el 7 de diciembre de 2000 se aprobó la ley de Claridad la cual limita el derecho de Quebec a celebrar un referéndum.

### El caso de Montenegro
El dictamen sobre Quebec, se ha convertido en la práctica en jurisprudencia y de hecho la propia UE impuso estos criterios para el referéndum de independencia de Montenegro:
1. La secesión no puede ser unilateral, solo pactada.
2. Requiere el apoyo de una mayoría inequívoca. No se especifica, pero no puede ser la mitad más uno.
3. La pregunta sometida a referéndum tiene que ser clara.

De acuerdo a esos criterios, para que la independencia de Montenegro fuera reconocida por Serbia y la UE, se le impuso las siguientes condiciones:
1. Debe votar más del 50 por ciento del electorado.
2. Los votos a favor de la independencia han de ser más del 55 por ciento.

Finalmente, en el referéndum sobre la independencia de Montenegro de 2006, votó el 86,49% de la población, con un resultado del 55,50% a favor de la independencia y un 44,50% en contra.